# Langham (Essex)
Langham è un villaggio e parrocchia civile dell'Inghilterra, appartenente alla contea dell'Essex.